# OK Go (album)
OK Go è il primo album discografico del gruppo musicale statunitense OK Go, pubblicato nel settembre 2002.

## Tracce
1. Get Over It – 3:16
2. Don't Ask Me – 2:50
3. You're So Damn Hot – 2:36
4. What to Do – 3:58
5. 1000 Miles per Hour – 3:32
6. Shortly Before the End (contiene elementi da Jeeves di Neal Hefti) – 4:19
7. Return – 3:49
8. There's a Fire – 3:49
9. C-C-C-Cinnamon Lips – 3:26
10. The Fix Is In – 3:53
11. Hello, My Treacherous Friends – 3:29
12. Bye Bye Baby – 2:14

## Gruppo
- Damian Kulash Jr. - voce, chitarra, programmazione, percussioni
- Tim Nordwind - basso, voce
- Andy Duncan - chitarra, tastiere, voce
- Dan Konopka - batteria